# Tirza
Pour les articles homonymes, voir Tirza (homonymie).

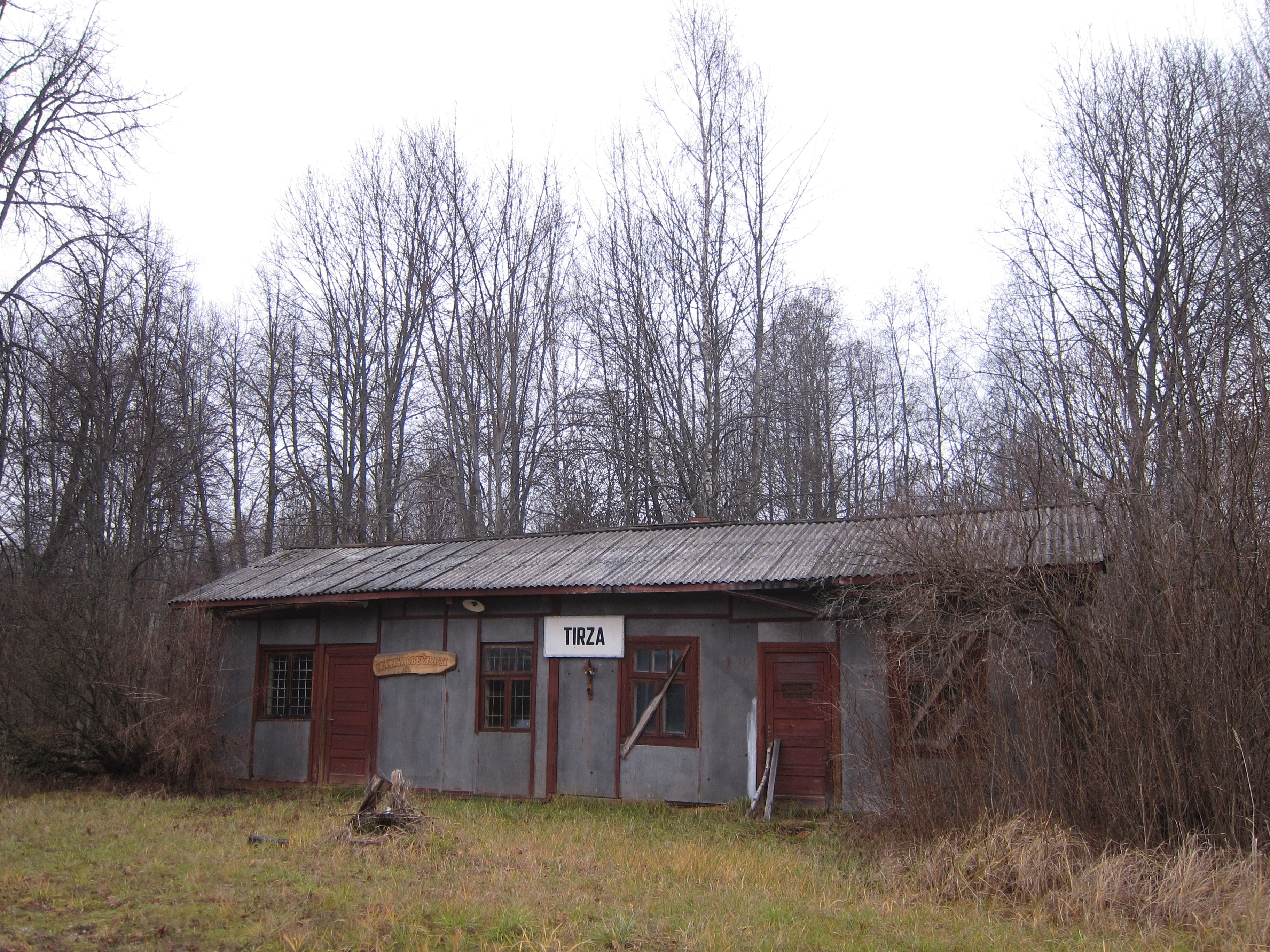
Gare ferroviaire de Tirza.

Tirza (Tirsen) est un village dans la région de Vidzeme en Lettonie. C'est le centre administratif de la paroisse de Tirza qui fait partie de la municipalité de Gulbene. Le village est situé sur les bords de la Tirza.

## Personnalités
- Ludolfs Liberts (1895-1959), peintre et scénographe letton ;